# Miguel Tomaszek
Miguel Tomaszek, foi um frei franciscano polonês, que morreu in odium fidei na cidade peruana de Pariacoto (distrito), juntamente com o frei Zbigniew Strzalkoswki.

## Biografia
Miguel Tomaszek nasceu no dia 26 de setembro de 1960, na cidade Łękawica Polônia. Viveu no seio de uma família católica e com forte presença dos franciscanos. Talvez por isso tenha escolhido o Seminário Menor Franciscano de Legnica, da Ordem dos Frades Menores Conventuais como sede de seus estudos secundários. Os anos de estudo no Seminário foram também um momento de profunda reflexão sobre o caminho a seguir que resultou na decisão de servir a Deus como filho de São Francisco de Assis.
Muitos dons de sua rica personalidade vieram à tona já no noviciado que começou em 1980 em Smardzewice. A profissão dos votos abriu-lhe o caminho para iniciar os estudos de filosofia e teologia no Seminário Maior dos Padres Conventuais Franciscanos de Cracóvia.
Emitiu os votos solenes no dia 8 de dezembro de 1984, na Solenidade da Imaculada Conceição da Virgem Maria e logo depois, recebeu o título de Mestre em Teologia. Foi ordenado sacerdote no dia 23 de maio de 1987. Seus primeiros passos como padre foram dados na paróquia de Piensk. Após dois anos de trabalho fecundo, os superiores aceitaram seu pedido de viajar ao longínquo país do Peru para a recém-fundada missão de Pariacoto (distrito) nos Andes peruanos, onde já estavam presentes os padres Jaroslaw Wysoczanski e Zbigniew Strzalkoswki. 

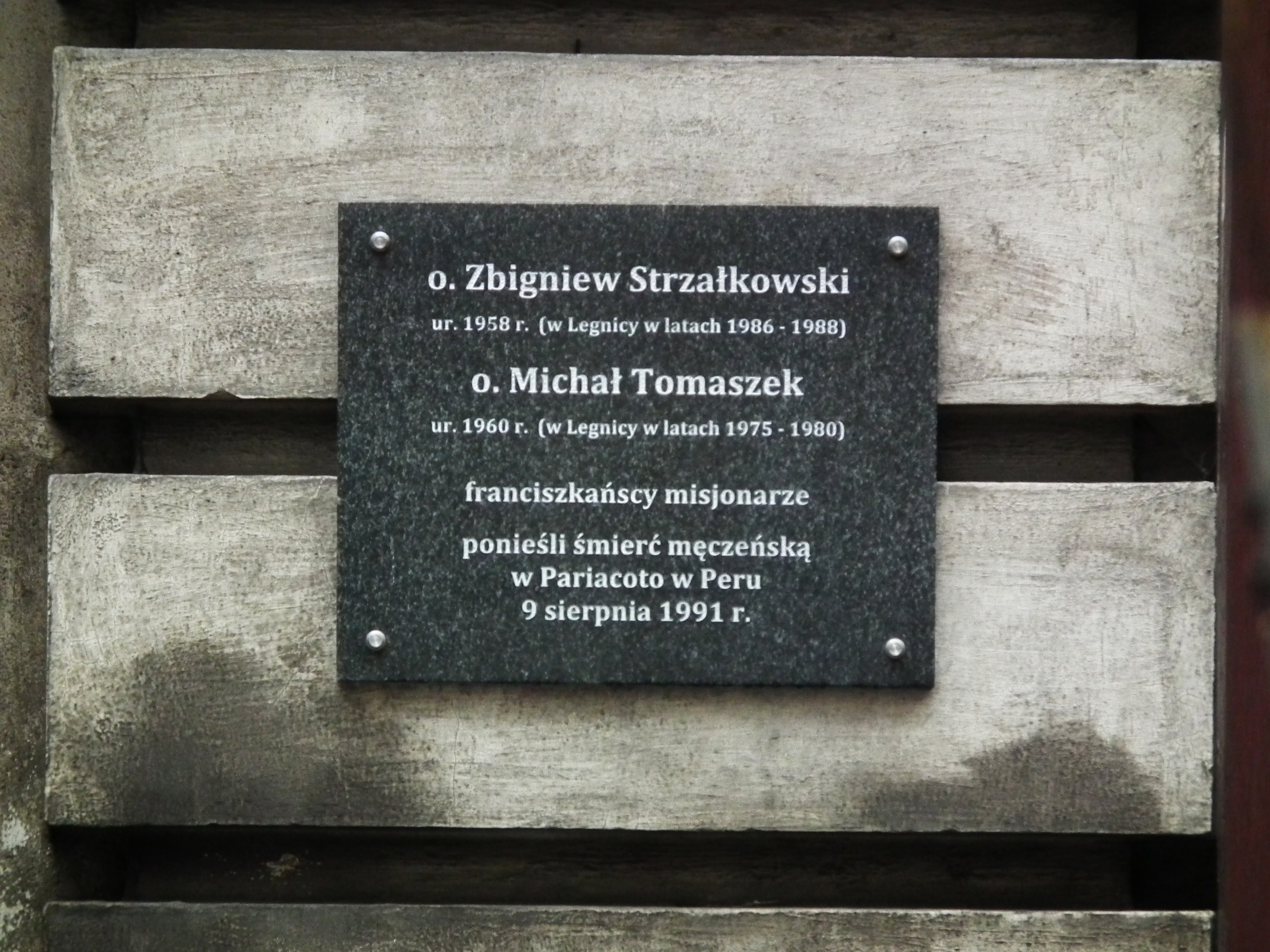
Uma placa comemorativa dos mártires na parede da igreja de St. John em Legnica

Assim se formou a pequena e jovem comunidade franciscana, na qual ele soube em pouco tempo, conquistar o afeto e o respeito dos marginalizados e aos pobres. Devido a sua atitude, os terroristas do Sendero Luminoso o assasinaram no dia 09 de Agosto de 1991, juntamente com Zbigniew Strzalkoswki e o Padre Sandro Dordio. O Papa Francisco aprovou sua beatificação, que aconteceu em Chimbote no dia 5 de dezembro .